# Malmgård, Helsingfors
Malmgård (fi. Malminkartano) är en stadsdel med järnvägsstation i Kårböle distrikt i Helsingfors stad.
Malmgård har fått sin namn av en gård där det funnits malmgruvor. Gruvverksamheten har upphört för länge sedan. Malmgårds station ligger på Vandaforsbanan, som öppnade år 1975, och stationen har långt bidragit till att stadsdelen Malmgård byggdes. Stationen ligger i en 220 meter lång tunnel. 
I Malmgård finns Helsingfors högsta punkt, den 90 meter höga Malmgårdstoppen, som skapats av att man dumpat överskottsjord där mellan åren 1976 och 1996. På toppen finns ett konstverk kallat Tuulet ja suunnat (Vindar och riktningar) där man delvis använt gammal fasadmarmor från Finlandiahuset. Trapporna som leder upp till toppen är Helsingfors längsta med 400 steg. 

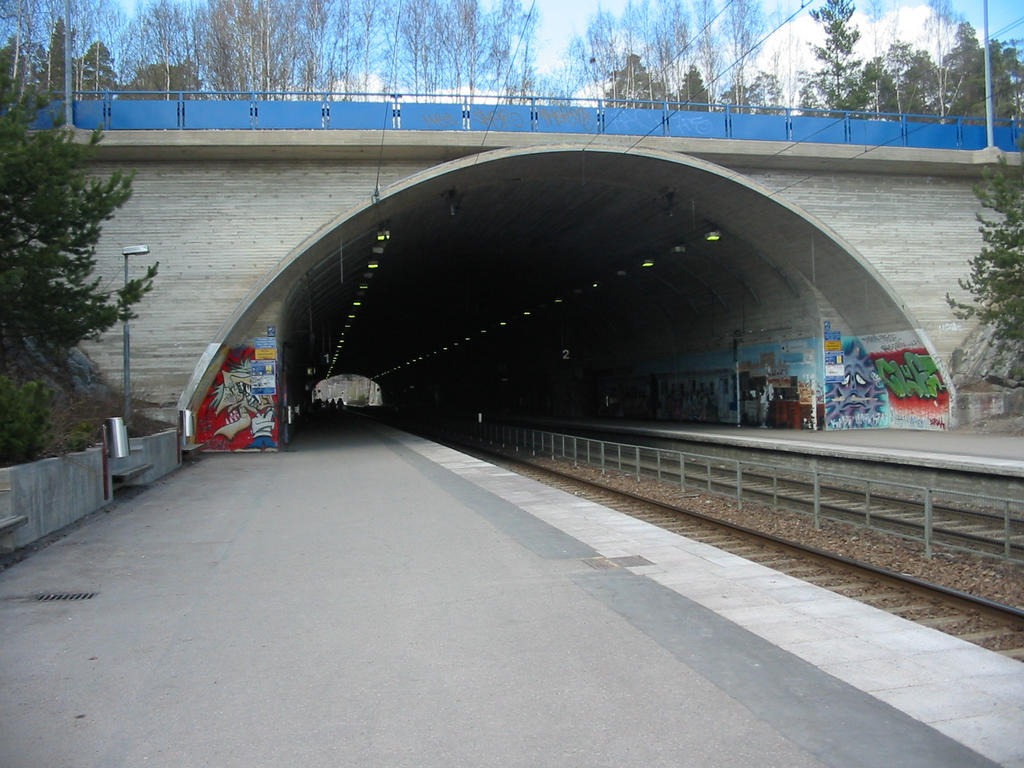
Malmgårds station
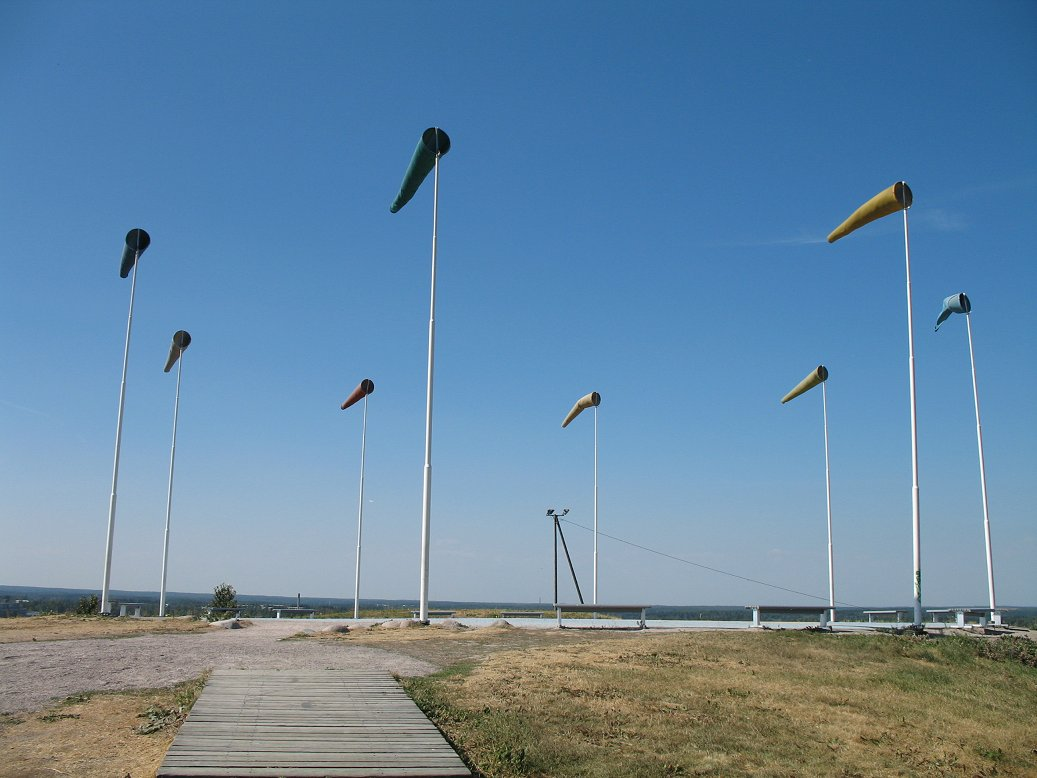
Konstverket Vindar och riktningar på Malmgårdstoppen
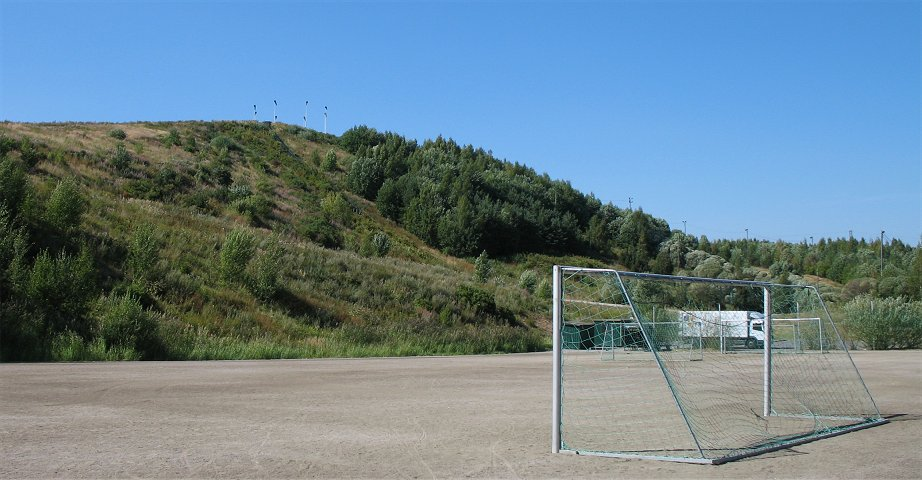
Malmgårdstoppen